# Kamilló Lendvay
Lendvay Kamilló (Budapest, 28 de desembre, 1928 – Budapest, 30 de novembre, 2016), va ser un compositor i director d'orquestra hongarès guardonat amb els premis Kossuth i Erkel.

## Biografia
Va estudiar piano amb Margit Varró, després fins a l'any 1944 va ser alumne lliure de György Kálmán (els seus pares no haurien pogut cobrir els seus estudis a l'Escola de Música Fodor de Budapest), després va estudiar amb Anna Hajdú a l'escola del Sindicat Lliure de Músics. El 1949 va ser admès a l'Acadèmia de Música Liszt Ferenc, on va ser estudiant de composició de János Viski fins al 1957, i durant dos anys també va estudiar ser mestre de direcció amb László Somogyi, estudiant piano amb György Kósa, Zdenka Ticharich, György Ferenczy i Béla Ambrózy. Mentrestant, també es va aventurar en el gènere del jazz: va tocar en una banda de Dixieland, tocava el piano als balls i a Angol Park. Durant els seus estudis, també va ser militar durant tres anys: va ser trompetista de la Banda de l'Exèrcit de l'Aire.
El 1957, esdevingué el director i tutor del Teatre Nacional de Szeged, i el líder de la companyia i el cor d'òpera. Entre 1960 i 1966, va treballar com a director musical del Teatre Estatal de Titelles, després fins al 1968 va ser el director artístic de l'Ensamble d'Art Central de l'Exèrcit Popular Hongarès, i des de 1970 va ser el director del Teatre d'Opereta de Budapest. Des de 1962, és professor de la Ràdio Hongaresa. El 1972 va ser professor de teoria musical a l'Acadèmia de Música Liszt Ferenc, i de 1976 a 1992 va ser el cap del departament.
Quan encara era a la universitat, va escriure la peça per a banda de vent "Mesemondó tánc" (per al Pénzügyőrzenkar), el "Trióserenád" (aquesta va ser la seva primera obra publicada en format impresa), la "Rhapsòdia" per a violí i piano i el "Trio de corda". Va cridar l'atenció de l'escena musical hongaresa l'any 1960, quan es va presentar el seu "Concertino". Obres importants dels anys setanta són l'oratori "Orogènesi" i la cantata "Pro Libertate", així com la cantata "Scenes" escrita a partir de la novel·la "József és bráchtei" de Thomas Mann. El 1972, a petició de la televisió hongaresa, va compondre la seva òpera en un acte A bűvös szék, basada en l'escriptura de Frigyes Karinthy. La televisió també li va encarregar l'òpera A tisztességtudó utcalány  (basada en el drama de Jean-Paul Sartre), que va ser presentada per la institució el 1978. Les dues òperes es van presentar a l'escenari de Görlitz i París. El seu "Concert per a violoncel" ("Pezzo Concertato per violoncello i orchestra"), compost l'any 1975, va guanyar el primer premi del Concurs de compositors de Trieste. L'any 1989 es va presentar a París "Via crucis", per encàrrec del Festival d'Art Sacre. L'any 1991 també es va presentar l'Stabat Mater a París, al festival Fòrum dels Orgues. Va escriure un "Concert per a piano" l'any 2000 i "Tsunami" el 2005 per a la Banda de vent de concert Kiskunfélegyházi. El 2007 va compondre una peça per al 50è aniversari del "Bartók String Quartet", i el 2008 es va presentar "II", composta per a quartet de corda. El 2008, va escriure "Psalmus XCV" (Noranta-cinquè Salm) per al cinquantè aniversari del "Vaszy Viktor Choir". La "Simfonia de Jazz", escrita l'any 2009, va ser presentada per l'Orquestra Simfònica de Szeged.

## La seva memòria
El 3 de març de 2017, la seva òpera A tisztességtudó utcalány es va presentar com a part de Hungarian LateNight.
El 30 d'octubre de 2018, una placa commemorativa va ser descoberta a la seva antiga residència.

## Les seves obres
- Storytelling Dance - per a banda de música (1952)
- Trio Serenata per a violí, viola i flauta (1954)
- Rapsòdia per a violí i piano (1955)
- Little Suite - per a banda de música (1956)
- Mauthausen - poema simfònic per a orquestra (1958)
- Obertura tràgica - per a orquestra (1958)
- Concertino per a piano, vents, percussió i arpa (1959, revisat el 1982)
- Tres màscares de carnaval - Concert per a banda de música (1960)
- The Steadfast Lead Soldier - suite simfònica basada en el conte de fades d'Andersen, amb narrador (1961)
- Concert per a violí 1 (1962)
- Quartet de corda 1 (1963)
- Quatre duos per a flauta i piano (1965)
- Quatre invocacions - per a orquestra (1966)
- Matí d'hivern - cor mixt amb un poema de Lajos Korvin Hollós (1966)
- Concert per a càmera (1969)
- Viatge en carruatge a la nit - cantata (1970)
- Orogènesi - oratori (1970)
- La cadira màgica - òpera (1972)
- Frases per a 11 cordes (1974)
- Disposizioni - for dulcimer (1975)
- Pezzo Concertato per violoncel i orquestra/Cello Concerto (1975)
- Cantata Pro Libertate (1975)
- Favágó - conjunt mixt al poema d'Attila József (1975)
- The Honest Street Girl - òpera basada en l'obra de Jean-Paul Sartre (1978)
- La transfiguració d'un plat (1979)
- Kvintzene per a violí sol (1979)
- Five Pökhendi Ideas - per a sextet de metall (1979)
- Tájdal - a un poema de Sándor Weöres, veu, dulcimer (1979)
- Sotto voce núm. 2 – al poema de Verlaine Chanson d'automne (1979)
- Harmonia del silenci - per a orquestra (1980)
- Escenes - Thomas Mann: de la tetralogia de Joseph i els seus germans per a soprano i baix sol i orquestra, en alemany (1981)
- Cinc moviments entre cometes (1981)
- As You Like It - per a dos pianos (1983)
- Senza sordina – peça de concert per a trompeta i piano (1983)
- Obertura del festival - Concert per a banda de metalls (1984)
- 24 duos per a dos violins (1985)
- Concertino semplice - per a dulcimer i orquestra de cambra de cordes (1986)
- Concert per a violí núm. 2 (1986)
- Vuit idees Pökhendi més - per a quintet de metalls (1986)
- Variazioni con tema - per a trompeta i orgue (1986)
- Atentament, Sr. Bon home! (1987)
- Chaconne - per a orquestra (1988)
- Via crucis – oratori per a cor mixt i 11 instruments (1989)
- Concert per a trompeta i banda de metalls (1990)
- Fantasia i fuga (1990)
- Duo Concert per a violí, dulcimer i conjunt de cambra de corda (1991)
- Stabat Mater – oratori per a mezzosoprano solista per a cor mixt, orgue i orquestra (1991)
- Trio - per a flauta i piano (1993)
- El grill, la formiga i els altres - per a conjunt de cambra, amb narrador (1993)
- 12 duos de violí fàcils per a nens (1994)
- L'últim missatge del mestre Txaikovski - per a banda de música de concert (1994)
- Three Movements - per a fagot i piano (1994)
- Die Himmlische Stadt – Zitate aus der Offenbarung des Johannes (1994)
- Rondo per a dues trompetes i orquestra (1994)
- Musica la dolce – una serenata per archi (1995)
- Sis B. to B. - per a piano (1995)
- Estudi per a violí baix (1995)
- Concert per a saxo soprano, orquestra i 12 veus femenines (1996)
- Suite núm. 2 – per a banda de música de concert (1996)
- Dos capritxos - per a trompeta (1997)
- Sotto Voce núm. 3, In memoriam Claude Achille Debussy (1997)
- Rapsodia - per a orquestra (1997)
- Cançons del bosc (1999)
- Set peces curtes per a dos violoncels (1999)
- Double Play per a dos plats (2000)
- Concurs de piano (2000)
- Rèquiem - per a soprano solo, cor mixt i orquestra (2003)
- The Heavenly City - Fragments del Llibre de l'Apocalipsi de János - per a sol de baix, sol de corda, cor mixt i orquestra de cambra (2004)
- Tsunami (2005)
- Sonata per a violí (2006)
- Tres moviments per a trombó (2007)
- Quartet de corda 2 (2007)
- Psalmus XCV (Salm noranta-cinquè) - cor mixt i quatre trombons (2008)
- Simfonia de jazz (2009)

## Premis i reconeixements
- Premi Ferenc Erkel (1962, 1964, 1978)
- Premi SZOT (1966)
- Primer premi del Concurs Internacional de Compositors (1975)
- Artista meritori (1986)
- Premi Bartók–Pásztory (1989, 2005)
- Artista destacat (1997)
- Premi Kossuth (1998)
- Premi Pluma de Plata (1998)
- Premi Artisjus (2004)
- XIII. ciutadà honorari del districte (2010)